# いわき郵便局
いわき郵便局（いわきゆうびんきょく）は、福島県いわき市にある郵便局。民営化前の分類では集配普通郵便局であった。

## 概要
住所：〒970-8799 福島県いわき市平字正月町49-1

### 併設施設
- ゆうちょ銀行いわき店（仙台支店いわき出張所）：取扱店番号820040

## 沿革
- 1872年（明治5年）旧7月 - 平（たいら）郵便取扱所として開設[1]。
- 1873年（明治6年）4月1日 - 平郵便役所となる[1]。
- 1875年（明治8年）1月1日 - 平郵便局（二等）となる。翌日より為替取扱を開始[1]。
- 1879年（明治12年）6月 - 貯金取扱を開始[1]。
- 1889年（明治22年）9月21日 - 平郵便電信局となる[1]。
- 1903年（明治36年）4月1日 - 通信官署官制の施行に伴い平郵便局（三等）となる[1]。
- 1909年（明治42年）12月21日 - 電話交換業務および電話加入者の託送電報取扱を開始[2]。
- 1916年（大正5年）7月1日 - 特設電話を普通電話に変更[3]。
- 1949年（昭和24年）2月21日 - 電信事務を平電信局に、電話事務を平電話局に移管[4]。
- 1958年（昭和33年）11月15日 - 電話通話および和文電報受付事務の取扱を開始[5]。
- 1974年（昭和49年）7月 - 局舎新築落成。
- 1992年（平成4年）
  - 2月24日 - いわき郵便局に改称[6]。
  - 8月3日 - 外国通貨の両替および旅行小切手の売買に関する業務取扱を開始。
- 2002年（平成14年）3月25日 - 草野郵便局から集配業務を移管。
- 2003年（平成15年）9月1日 - 郵便番号上2桁が97の地域区分業務を郡山郵便局へ移管。
- 2004年（平成16年）6月21日 - 内郷郵便局、常磐郵便局、好間郵便局から集配業務を移管[7]。
- 2007年（平成19年）
  - 3月5日 - 豊間郵便局[8]から集配業務を移管。
  - 10月1日 - 民営化に伴い、併設された郵便事業いわき支店、ゆうちょ銀行いわき店に一部業務を移管。
- 2012年（平成24年）10月1日 - 日本郵便株式会社の発足に伴い、郵便事業いわき支店をいわき郵便局に統合。
- 2017年（平成29年）
  - 3月6日 - 合戸郵便局から「970-12xx」区域の集配業務を移管。
  - 8月19日 - ゆうゆう窓口の24時間営業を廃止。
- （時期不明）
  - 東日本大震災で被災し閉鎖した木戸、楢葉（いずれも楢葉町）、大熊（大熊町）の3局の集配機能をそれぞれ「集配分室」とする。
- 2022年（令和4年）10月17日 - 木戸、楢葉、大熊の3集配分室を廃止。木戸、楢葉の2集配分室の集配機能を同日仮設店舗から移転した楢葉郵便局に、大熊集配分室の集配機能を富岡郵便局にそれぞれ統合。

## 取扱内容

### いわき郵便局
- 郵便、印紙、ゆうパック、内容証明
- 生命保険、バイク自賠責保険、自動車保険、がん保険、引受条件緩和型医療保険
- いわき市内の一部地域の集配業務
- ゆうゆう窓口

### ゆうちょ銀行いわき店
- 貯金、貸付、為替、振替、振込、国際送金、外貨両替、国債、投資信託、変額年金保険
- ATM

## 周辺
- いわき市平体育館
- 平消防署
- ひまわり信用金庫本店
- Paix Paix（旧イトーヨーカドー平店）

## アクセス
- JR常磐線・磐越東線 いわき駅から徒歩約15分
- 新常磐交通バス 本局前停留所下車すぐ
- 常磐自動車道 いわき中央ICから南東へ約6km
- 国道6号 正内町交差点より北へ約200m
- 駐車場あり：22台